# Humber Pullman
La Pullman e l’Imperial sono state delle autovetture costruite dalla Humber, del gruppo Rootes, dal 1930 al 1940, dal 1945 al 1954 e dal 1964 al 1967. La Humber Pullman, costruita per prima, aveva quattro porte ed era il modello successore della Humber 20/65 hp. Era la variante allungata della Humber Snipe.

## L'Imperial
Nel 1939 una versione aggiornata è stata lanciata sui mercati con il nome Imperial, ma dopo la seconda guerra mondiale è stata rinominata nuovamente Pullman. Tra il 1948 ed il 1954 l'auto è stata offerta con un divisorio centrale (per utilizzo con autista) con il nome "Pullman" e senza divisorio con il nome "Humber Imperial" per guida da parte del proprietario stesso.
Le Pullman/Imperial non sono state costruite di serie durante il secondo conflitto mondiale ma alcuni modelli sono stati realizzati e usati come auto di rappresentanza. Tornò ad essere prodotta dalla fine della guerra fino al 1954.

## Il periodo prebellico
Gli esemplari del 1930 montavano un motore a sei cilindri in linea di 3498 cm³ di cilindrata. Aveva installato valvole di aspirazione in testa e valvole di scarico laterali. Il propulsore erogava una potenza di 80 hp e la vettura raggiungeva una velocità di 117 km/h. La vettura richiamava la Humber Snipe con cui condivideva le porte posteriori fissate alla carrozzeria tramite cardini ed il motore. La Pullman era però lunga e larga. Del modello erano disponibili le versioni limousine, landaulet e Sedanca de Ville. Nel 1931 la Rootes acquistò la Humber, ma la produzione delle automobili con il marchio Humber continuò anche nei decenni seguenti. Una versione coupé fu aggiunta all'offerta di vetture, ma per un solo anno.
Una versione rivista e aggiornata uscì nel 1936, con un parabrezza a V sdoppiato. Il modello aveva in comune il passo con la versione precedente (3353 mm), ma era più lunga (4978mm). Fu incrementata anche la cilindrata, che fu portata a 4086 cm³. Il motore erogava 100 hp facendo raggiungere la vettura i 121 km/h di velocità massima. Nel 1940 al modello vennero installati freni idraulici e sospensioni anteriori indipendenti. Alcuni esemplari furono venduti a telaio nudo; la carrozzeria era a carico dall'acquirente che faceva completare la vettura dal carrozziere di fiducia. Molti esemplari vennero carrozzati da Thrupp & Maberly.
Nel 1939 fu lanciata l'Imperial (o Snipe Imperial), che condivideva il motore con la Pullman. Rispetto alla Snipe era più corta di 102 mm. Di conseguenza la vettura aveva prestazioni più brillanti, e raggiungeva la velocità massima di 130 km/h. Il modello risultava comunque spazioso, e fu usato dai ministri del Governo britannico durante gli anni quaranta. Della vettura furono prodotte anche versioni berlina  a quattro e sei finestrini, e cabriolet. La produzione cessò nel 1940, quando iniziò la fabbricazione del mezzo corazzato Humber Light Reconnaissance Car.

## Dopo la seconda guerra mondiale
La Pullman riapparve nel 1945 con un versioni limousine da sette posti a sedere e variante landaulette. Nel 1948 fu rivista e prodotta una versione più lunga, chiamata Humber Pullman Mark II. Dal 1948 il modello era disponibile con o senza il divisorio tra la cabina anteriore e posteriore. Quella con divisorio, guidata da autisti, fu chiamata Pullman, mentre quella senza divisorio, guidata dai proprietari, Imperial. Un altro cambiamento furono i fanali anteriori; i fari non erano più fissati sopra i parafanghi ma integrati in essi.
La versione Humber Pullman Mark III fu lanciata sui mercati nel 1951, con pochi cambiamenti rispetto alla Mark II, a parte la lunghezza incrementata e l'utilizzo di un cambio sincronizzato. Con 5385 mm la Mark III aveva la stessa lunghezza della Rolls-Royce Silver Cloud.
Furono prodotte 2200 Mark II e Mark III, e 1526 Imperial.
Nel 1953 fu lanciata la Humber Pullman Mark IV, che aveva il motore più potente. Il 6 cilindri in linea con valvole in testa era stato potenziato nella cilindrata, giunta a 4139 cm³. La potenza erogata era di 113 o 116 hp, a seconda delle versioni. La produzione della Pullman cessò definitivamente nel 1954.

## Il ritorno dell'Imperial

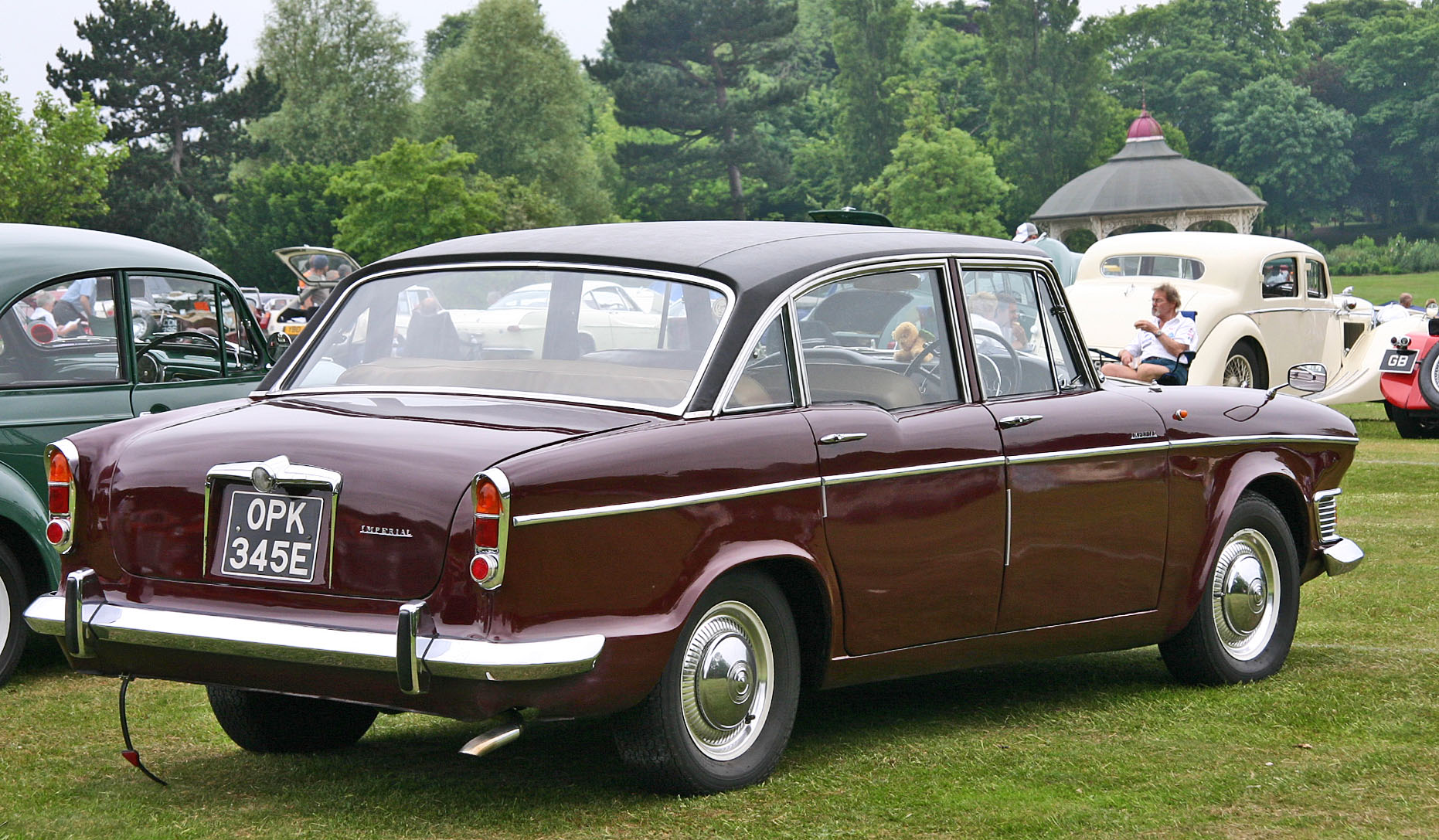
Una delle ultime Humber Imperial

Nel 1964 la casa automobilistica britannica ripropose l'Imperial. La nuova auto era il modello di punta della gamma offerta. Si differenziava dalla Humber Super Snipe per il tettuccio dell'abitacolo ricoperto in vinile, il cambio automatico e finiture lussuose. La gamma delle ammiraglie Humber fu ritirata dal gruppo Rootes nel 1967, inclusa l'Imperial.